# Мала Владимировка
Мала Влади́мировка (каз. Мала Владимировка) — село у складі Бескарагайського району Абайської області Казахстану. Адміністративний центр Маловладимировського сільського округу.
Населення — 910 осіб (2021; 1268 у 2009, 1717 у 1999, 1954 у 1989).
Національний склад станом на 1989 рік:
- росіяни — 59 %